# 茅威涛
茅威涛（1962年8月8日—），女，浙江人，中国越剧表演艺术家，浙江小百花越剧团一级演员，擅长小生，为越剧名家尹桂芳的第三代弟子，人称“越剧第一女小生”；新概念越剧《江南好人》改编自德国著名戏剧家贝尔托特·布莱希特寓言戏剧名作《四川好人》，將是茅威涛首次以女性的角色演出。

## 生平
1979年，考入桐乡县越剧团。1982年，毕业于浙江艺术学校，进入浙江小百花越剧团。
1991年9月，担任浙江小百花越剧团副团长。1999年7月，担任浙江小百花越剧团团长。
2005年11月，担任浙江艺术职业学院戏剧系特聘教授

## 家庭
丈夫郭晓男为中国导演。

## 艺术成就
茅威涛擅长越剧小生，师承尹桂芳而又有自己的特色。在艺术上，倡导越剧革新。

## 代表作品
- 《笑傲江湖》饰东方不败
- 《何文秀》
- 《西厢记》
- 《孔雀东南飞》
- 《五女拜寿》
- 《陆游与唐琬》中饰演陆游[4]
- 《孔乙己》中饰演孔乙己。
- 新版《梁祝》中饰演梁山伯。

## 奖项和荣誉
- 1984年，获得第2届中国戏剧梅花奖；
- 1993年，获得第11届中国戏剧梅花奖，第二次获得梅花奖；
- 2007年，获得第23届中国戏剧梅花奖，第三次获得梅花奖。[5]
- 五次荣获中国文化部颁发的“文华表演奖”。
- 两次荣获上海市“白玉兰主演奖”。
- 第三、六届中国戏剧节“优秀演员奖”和“优秀表演奖”。
- 首届中国小百花越剧节金奖，首届中日戏剧友谊奖“主演奖”等。[6]

## 外部連結
- 茅威涛的新浪微博
- 茅威涛在豆瓣上的资料（简体中文）